# Júpiter LVII
Júpiter LVII, originalmente conhecido como S/2003 J 5 é um satélite irregular retrógrado de Júpiter.
Foi descoberto em 2003 por um grupo de astrônomos da Universidade do Havaí comandado por Scott S. Sheppard.
A lua S/2003 J 5 possui cerca de 4 quilômetros de diâmetro, e orbita Júpiter a uma distância média de 23.974 Mm (megâmetros) em 758,341 dias, com uma inclinação de 166º em relação à eclíptica (167º em relação ao plano equatorial de Júpiter), em uma direção retrógrada de excentricidade orbital de 0,307.
O satélite, que recebeu o nome de Eirene em 2019, pertence ao Grupo Carme, composto de luas irregulares retrógradas que orbitam Júpiter a uma distância que varia entre 23 e 24 Gm (gigâmetros) com uma inclinação em torno de 165º.